# 沙佩乌山
沙佩乌山是巴西巴伊亚州的一个市镇。总面积5531.854平方公里，总人口33541人，人口密度6.1人/平方公里。